# Patrick Wirth
Patrick Wirth (* 17. September 1971 in Bezau) ist ein ehemaliger österreichischer Skirennläufer. Er belegte bei den Alpinen Skiweltmeisterschaften 1996 den fünften Platz im Super-G. Auch seine Schwester Katja Wirth bestritt Skirennen für den Österreichischen Skiverband.

## Biografie
Wirth absolvierte die Skihauptschule Schruns und startete für den Skiclub SC Bezau. Seine Paradedisziplin war der Super-G. In dieser belegte er 1996 beim Super-G von Garmisch-Partenkirchen den dritten Rang. In den Saisons 1994/95, 1998/99 und 1999/2000 gewann er die Disziplinenwertung im Europacup.

## Erfolge

### Alpine Skiweltmeisterschaften
- 5. Rang im Super-G 1996

### Alpiner Skiweltcup
- 3. Rang im Super-G von Garmisch-Partenkirchen 1996
- 12. Rang im Super-G-Weltcup 1996
- 7. Platz beim Neunfach-Sieg des ÖSV-Ski-Teams am Patscherkofel

### Alpiner Ski-Europacup
- Gewinn des Super-G-Europacups: 1995, 1999, 2000
- 13 Siege bei Europacuprennen

### Nationale Meisterschaften
- Österreichischer Meister im Riesenslalom 1999

### Junioren-Weltmeisterschaften
- 8. Rang im Riesenslalom 1990